# António Pedro
António Pedro da Costa (Cabo Verde, Santiago, Praia, 9 de diciembre de 1909 - Caminha, Moledo, Portugal, 17 de agosto de 1966) fue un pintor, alfarero, periodista y escritor portugués.

## Biografía
Nació en una prominente familia colonial de las islas de Cabo Verde, hijo de José Maria da Costa (n. Lisboa, c. 1870) y su esposa Elizabeth Savage de Paula Rosa. Sin embargo, su abuela materna era irlandesa e inglesa, y citó esta influencia del "espíritu celta" como una influencia en su trabajo. Además, debido a que su familia hablaba inglés y enviaba a sus hijos a escuelas de inglés, pudo trabajar como periodista con la BBC en Londres entre 1944 y 1945.
Se mudó a Portugal cuando tenía cuatro años. Más tarde asistió al Liceu Pedro Nunes en Lisboa durante dos años y luego asistió al Instituto Nuno Álvares, Companhia de Jesus en A Guarda, Galicia, España, su sexto año fue en Santarém, el liceo de Coimbra durante su séptimo año donde escribió la revista O Bicho. Asistió a la Universidad de Lisboa, habiendo asistido a la Facultad de Directores y Letras y no terminó sus cursos. Vivió en París entre 1934 y 1935 y fue a estudiar al Instituto de Artes y Arqueología de la Universidad de la Sorbona, donde firmó el Manifeste Dimensioniste (Manifiesto Dimensionista). Algunos de sus poemas y escritos fueron sus orígenes y elementos que crearían una revista caboverdiana relacionada con el anticolonialismo titulada Claridade en 1936. Creó la Galeria UP en 1933 que existió hasta 1936, exhibió la primera exposición de Maria Helena Vieira da Silva en Portugal en 1935.
Fue uno de los introductores del surrealismo en la pintura portuguesa, a finales de la década de 1930. Su inicio oficial será la exposición que celebró con António Dacosta y Pamela Boden en Lisboa en 1940.
Posteriormente, visitó Brasil en 1941 y expuso sus pinturas en la entonces capital de Río de Janeiro y São Paulo.
Dirigió la redacción de la revista Variante, publicó dos ediciones en 1942 y 1943, participó en el seminario Mundo Literário de 1946 a 1948.
Las pinturas de Pedro muestran la influencia de los grandes pintores surrealistas, como Giorgio de Chirico, Max Ernst y Salvador Dalí. Fue miembro fundador del Grupo Surrealista Portugués, en 1947, junto con Cândido Costa Pinto, quien pronto se fue, Marcelino Vespeira, Fernando de Azevedo y Mário Cesariny, pero dejó la pintura poco tiempo después.
Se dedicó a la cerámica y al teatro por el resto de su vida. Sus apariciones teatrales incluyeron el Teatro Apolo en Lisboa en 1949 y en el Teatro Experimental do Porto (Teatro Experimental de Oporto) en 1953 y en 1961.
También fue masón y un activo militante antifascista.
Se casó con María Manuela Possante, sin descendencia.
Vivió su último año en Moledo, una playa cerca de Caminha.

## Trabajo literario

### Poesía
- Os meus 7 pecados (1926)
- Ledo Encanto (1927)
- Distância, Canções de António Pedro (1928)
- Devagar (1929)
- Diário (Diaries) (1929)
- Máquina de Vidro (1931)
- A Cidade, Oficinas gráficas UP, Separata da "Página Literária" (1932) about the 16 June Revolution
- 15 Poémes a hasard (1956)
- Primeiro Volume (First Volume) (1936)
- Onze poemas líricos de exaltação e o folhetim (Eleven Poems) (1938)
- Casa de Campo (The House of Fields) (1938)
- Protopoema da Serra d'Arga (Early Poems of Serra d'Arga) (1949)
- "Invocação para um poema marítimo", ("Innovation on Maritime Poems") (1951)

### Otros trabajos
- Desimaginação (1937)
- Grandeza e virtudes da Arte Moderna (Greatest Virtues on Modern Art) (1939)
- Apenas uma narrativa (1942)
- Teatro (1947)
- Andam Ladrões cé em Casa (1950)
- Martírios de fingimento (1952)
- Pequeno Tratado de Encenação (1962)
- Teatro completo (1981), posthumous work, introduction by Luiz Francisco Rebello
- Nana de noche (2012), posthumous work